# Арбитражна комисија Мировне конференције о Југославији
Арбитражна комисија Мировне конференције о Југославији, позната и као Арбитражна комисија Бадентера, арбитражни је орган, посебно основан под покровитељством Савјета министара Европске економске заједнице 27. августа 1991. ради рјешавања правних спорова везаних за распад југословенске федерације и издавања савјетодавних мишљења у оквиру међународне мировне конференције ради регулисања ситуације у Југославији.
Првобитни састав комисије обухватао је пет актуелних предсједника уставних судова из земаља ЕЕЗ, од којих је за предсједника комисије изабран Робер Бадентер, предсједник Уставног савјета Француске од 1986. до 1995. године. Накнадни састав, сазван 1993, укључивао је, поред уставних судија из земаља ЕЕЗ, и судије из међународних правосудних органа.
Арбитражна комисија је издала петнаест мишљења од 1991. до 1993. о кључним правним питањима која су произашла из сукоба међу конститутивним републикама. Комисија је своја засједања одржавала у Паризу.
Најважнија становишта међународног права су прва три мишљења комисије, која се тичу питања распада југословенске федерације, права на самоопредјељење Срба на територији Хрватске и Босне и Херцеговине, као и међународни статус бивши административних граница између република које су напустиле СФРЈ. Мишљења бр. 4—7. и 10. рјешавају питања међународноправног субјективитета бивши конститутивних република и њихове усклађености са критеријумима признања нових држава која је развила ЕЕЗ. У мишљењима бр. 8—9, комисија је покушала да ријеши опште проблеме државне сукцесије, питање које је касније детаљније ријешено у мишљењима бр. 11—15.
Мишљења комисије имала су значајан утицај на југословенску политику ЕЕЗ и њених држава чланица. Иако нису обрађивали сва питања која су произашла из распада Југославије и каснијих односа држава-сукцесора на Балкану, таква мишљења су ипак у великој мјери допринијела развоју међународног јавног права у питањима признања нових држава.

## Предисторија
У раздобљу од 1990. до 1991, почеле су да се заоштравају противрјечности између Србије и других конститутивних република (нарочито Словеније и Хрватске) — сукоби економске, политичке, а затим и етнотериторијалне природе. На плебисциту о самосталности Словеније 23. децембра 1990, огромна већина становника гласала је за самосталност Словеније, сличан исход је виђен на референдуму о независности Хрватске 19. маја 1991. (у оба случаја декларација о независности усвојена је 25. јуна 1991.). Почетком марта 1991, у Пакрацу је дошло до оружаних сукоба између Хрвата и Срба. Да би се спријечили даљи сукоби, у град су уведене јединице Југословенске народне армије. Демонстрације у Београду 9. марта 1991. угушени су помоћу војске. До сукоба између српске Милиције Крајине и Хрватске полиције на подручју националног парка Плитвичка језера дошло је 31. марта 1991, у којем су погинуле двије особе. Кулминација ових догађаја био је краткотрајни оружани сукоб у Словенији и избијање рата у Хрватској.
Почетком 1991, ЕЕЗ, превиђајући захуктавајући оружани сукоб у Југославији, понудила југословенском руководству помоћ у његовом рјешавању. Након што је Савезно извршно вијеће пристало на посредовање ЕЕЗ, ЕЕЗ је провела низ преговора и консултација са супротстављеним странама. Брионска декларација је потписана 7. јула 1991, којом је окончан рат у Словенији, а све јединице ЈНА су повучене са њене територије. Декларација је предвиђала мораторијум на ступање на снагу декларација о независности Словеније и Хрватске на три мјесеца, као и потребу за почетак преговора о будућем устројству Југославије. У међувремену, декларација није имала никакав утицај на окончање борби у Хрватској. Крајем љета 1991, формирана је Конференција Европске заједнице о Југославији ради регулисања сукоба (касније је постала позната као Међународна конференција о бившој Југославији, јер су УН, КЕБС и друге међународне организације почеле да учествују у њој).
Конференцијом је 1991. предсједавао лорд Питер Карингтон, а од 1992. је са њим копредсједавао специјални изасланик Генералног секретара УН Сајрус Венс.
У почетку, циљеви конференције су укључивали припрему препорука о уставном устројству будуће Југославије и њеном очувању. Међутим, након завршетка мораторијума, према Брионској декларацији, 8. октобра 1991. Словенија и Хрватска су једнострано прогласиле независност и конференција је преусмјерила своје дјелатности на развој препорука за признање нових државе које су се отцијепиле од Југославије. Очување федерације више није било главни циљ мировне конференције.
Да би ријешила спорна правна питања у вези са започетом југословенском кризом, ЕЕЗ је 27. августа 1991. формирала посебну Арбитражну комисију, коју су чинили професионални правници који су мировној конференцији требали да пруже савјетодавна мишљења о свим настајућим проблематичним ситуацијама које се тичу сукцесије државе, самоопредјељења народа, међудржавних граница и других питања уставног и међународног права.
На састанку министра иностраних послова ЕЗ у Бриселу 17. децембра 1991, формулисани су сљедећи критеријуми за званично признање држава, који ће се примјењивати, између осталог, на бивше југословенске републике:
- поштовање одредби Повеље УН, Завршног акта из Хелсинкија и Париске повеље [];
- поштовање принципа ненарушивости граница;
- поштовање људских права и слобода, изградња демократског режима, гарантовање права етничких и националних мањина;
- прихватање обавеза у вези са разоружањем [] и неширењем нуклеарног оружја;
- мирно рјешавање регионалних спорова [], укључујући и оне који се односе на питање сукцесије.

Истовремено са горе наведеним критеријумима, земље ЕЗ су усвојиле Декларацију о Југославији, којом је одређено да републике које су одлучиле да се отцијепе од СФРЈ морају до 23. децембра 1991. изјавити органима ЕЗ своју жељу да буду признате као независне државе; поштују развијене критеријуме за признавање и буду спремне да прихвате све обавезе утврђене у њима; да испуне обавезе у вези са обезбјеђивањем људских и мањинских права, како је предвиђено у нацрту конвенције Конференције о Југославији; подршка раду УН на рјешавању југословенске кризе.
Дати критеријуми су били савјетодавне природе, али су играли кључну улогу у раду Арбитражне комисије и у одлукама земаља ЕЗ о признању нових држава.

## Састав комисије
Према првобитном мандату Арбитражна комисија је требала да се састоји од пет чланова, које би заједнички именовали на равноправној основи Европска заједница и Федерално извршно вијеће Југославије. Тадашњи предсједници уставних судова Француске, Њемачке и Италије одобрени су за чланове комисије из Европске заједнице; преостала два члана требало је да именује Федерално извршно вијеће. Пошто ФИЗ није могло да одлучи о кандидатима због унутрашњих неслагања, три члана Европске заједнице су самостално именовала преостала упражњена мјеста предсједницима уставних судова Шпаније и Белгије.
Током свог дјеловања од 1991. до 1992, чланови комисије били су:
- Робер Бадентер, предсједник Уставног савјета Француске (изабран од већине чланова за предсједника Арбитражне комисије);
- Роман Херцог, предсједник Савезног уставног суда Њемачке;
- Алдо Коразанити [], предсједник Уставног суда Италије [];
- Франсиско Томас и Валиенте [], предсједник Уставног суда Шпаније [];
- Ирен Петри [], предсједник Арбитражног суда Белгије.

Након што је СФРЈ престала да постоји као држава 1993, Арбитражна комисија је поново сазвана на иницијативу ЕЗ ради издавања мишљења бр. 11—15 у вези са преосталим неријешеним питањима између држава сукцесора СФРЈ, али је њен састав био сљедећи: три члана је именовао Савјет министра ЕЕЗ из редова предсједник и судија уставних или врховни судова држава ЕЗ; четвртог именује предсједник Међународног суда правде из редова бивших судија суда или лица која посједују одређене квалификације; петог именује предсједник Европског суда за људска права из редова актуелних судија. У случају спора између држава у вези са одређеним питањем, стране у спору би могле да предложе, поред сталних чланова, да се у комисију укључе и ад хок чланови, који су избрани из редова актуелних судија уставних и других највиших судова држава учесника КЕБС-а или на начин прописа за избор четврто или петог члана комисије.
Посљедњи састав комисије био је:
- Робер Бадентер, предсједник Уставног савјета Француске (изабран од већине чланова за предсједника Арбитражне комисије);
- Роман Херцог, предсједник Савезног уставног суда Њемачке:
- Франческо Паоло Казавола [], предсједник Уставног суда Италије;
- Хосе Марија Руда [], бивши предсједник Међународног суда УН (1988—1991);
- Елизабет Палм [], судија Европског суда за људска права.

## Дјелатност комисије
У раздобљу од краја 1991. до средине 1993, Арбитражна комисија је издала 15 мишљења о важним правним питањима везаним за распад Југославије. Питања за Комисију о мишљењима бр. 1—3, као и бр. 8—10, формулисао је и пренио, почев од 20. новембра 1991, предсједник Конференције о Југославији, лорд Карингтон. Штавише, питања о мишљењима бр. 2—3. је првобитно предложила Влада Републике Србије, али је њихову формулацију пренио лорд Карингтон по сопственом нахођењу. Савјет министара ЕЗ је, заузврат, формулисао питања о мишљењима бр. 4—7. као одговор на изјаве бивших југословенских република о потреби њиховог признања. Питања за мишљење бр. 11—15. припремили су 20. априла 1993. копредсједници Управног одбора МКБЈ, како би ријешили појединачне проблеме везане за сукцесију бивших република СФРЈ.
Србија и Црна Гора су два пута оспориле надлежност Арбитражне комисије, сматрајући да савјетодавна мишљења која је издала превазилазе овлашћења која су јој дата. У оба случаја, комисија је одбацила такве тврдње и размотрила питања која су јој постављена по суштини. Током рада комисије, из осталих југословенских република није пристигла ниједна примједба.
Када је комисија издала својих првих десет мишљења, њен арбитражни поступак није био детаљно регулисан. Декларација ЕЗ од 27. августа 1991. само је указала на то да у оквиру Конференције о Југославији, посебно сазване ради рјешавања југословенске кризе, треба створити арбитражни орган коме би се упућивала сва неслагања између страна у спору, а такође је одредила и начин формирања такве арбитраже. Извјесна јасноћа у одређивању поступака рада комисије успостављена је у накнадној Декларацији ЕЗ од 3. септембра 1991, која је већ предвиђала да ће спорна питања која захтијевају рјешавање пред Арбитражном комисијом покретати предсједник Конференције о Југославији, а закључке органа у облику мишљења такође ће објавити предсједник Конференције. Остала правила арбитражног поступка утврдили су сами арбитри, на основу општих принципа и међународне праксе која се развила у овој области. Пошто се арбитража у међународној пракси традиционално схвата као метод рјешавања спорова између држава прибјегавањем посредницима и добровољним извршењем одлуке коју они донесу, сама чињеница активног учешћа југословенских република у раду Конференције о Југославији значила је њихову сагласност са предложеним арбитражним поступком, који је имао облик џентлменског споразума.
Почетком 1993, Управни одбор МКБЈ, у великој мјери под утицајем ситуације са оспоравањем надлежности Арбитражне комисије које су заговарале Србија и Црна Гора, усвојио је правила свог рада и прецизније дефинисана овлашћења. Од тог тренутка, Арбитражна комисија је обављала функцију рјешавања спорова између држава који су јој поднијети на разматрање према моделу класичне арбитраже, као и за издавање савјетодавних мишљења о спорним питањима, која захтијевају ауторитативна разјашњења. Таква овлашћења су била слична онима које је имао Међународни суд правде.

### Мишљење бр. 1 (Распад СФРЈ)
Комисија је 29. новембра 1991. издала своје прво мишљење о статусу СФРЈ као међународно-правног субјекта. На Карингтоново питање да ли је, након што је већина република напустила федерацију, преостала заједница Србије и Црне Горе — Савезна Република Југославија — насљедник бивше Југославије или СФРЈ више не постоји и све републике су њени равноправни савезници, Арбитражна комисија је закључила да је СФРЈ у процесу распада, пошто су Словенија, Хрватска, Босна и Херцеговина и Македонија прогласиле независност и престале са сваким учешће у заједничким органима федерације, што није испуњавало принципе изградње федералне државе. Стога, заједничка држава је заправо у процесу престанка постојања, а републике које је чине морају међусобно ријешити питања правне сукцесије.
Према неким истраживачима, процес распада Југославије почео је одмах након пораза ЈНА у Словенији у јулу 1991, а оружани сукоб који је почео у Хрватској учинио је процес неповратним. Стога је ЕЗ требало давно да призна ову чињеницу, а не да преговара до средине септембра 1991. са представницима Федералном извршног вијећа о њеном будућем устројству, посебно зато што федералне власти више нису имале стварну власт над цијелом територијом. Постоји мишљење да ЕЗ у почетку није журила да извлачи закључке о распаду Југославије, јер није жељела да створи опасан преседан за потпуни распад Совјетског Савеза и стварање жаришта нестабилности тамо, по узору на југословенску кризу. Међутим, каснији распад Совјетског Савеза није довео до оружаних сукоба између његових држава сукцесора, које су успјеле да постигну договор о свим кључним питањима мирним путем.
Идеју о окончању постојања јединствене југословенске државе посебно су активно подржавале Словенија и Хрватска, које су до тада већ биле усвојиле декларације о сопственој независности, Македонија је управо одржала референдум о независности, док је Скупштина Босне и Херцеговине усвојила Меморандум о суверености. Србија је, напротив, на све могуће начине покушавала да сачува федерацију, истичући да републике које су прогласиле или намјеравале да прогласе независност заправо сматрају да су напустиле СФРЈ, чији је међународноправни субјективитет очуван због учешћа преосталих република у федерацији.
У прилог мишљења, Арбитражна комисија је навела да је постојање или престанак државе питање чињенице, и стога су посљедице признања ове чињенице од стране других држава чисто декларативног карактера. Држава се дефинише као заједница која се састоји од територије и становништва, подријеђена организованој политичкој власти и која посједује суверенитет. Истовремено, због започете политичке кризе, СФРЈ није имала ефективну владу способну да контролише унутрашњу политичку ситуацију и саставне дијелове федерације. Поред тога, заједнички уставни органи федерације (Предсједништво, Скупштина, Савјет федерације, Савезно извршно веће, Уставни суд, оружане снаге) престали су да заступају заједничке интересе свих република, од којих су неке одбиле да учествују у њиховом формирању и раду. Употреба силе довела је до оружаног сукоба између различитих дијелова федерације, који је однио животе хиљада људи и изазвао значајну штету и разарање. Органи власти федерације и република су доказали своју неспособност да обезбједе поштовање режима прекида ватре у складу са споразумом под покровитељством ЕЗ и УН.

### Мишљење бр. 2 (Самоопредјељење народа)
Арбитражна комисија, разматрајући питање да ли Срби у Хрватској и у Босни и Херцеговини, као један од главни народа који чине југословенску федерацију, имају право на самоопредјељење, закључила је да су унутрашње границе између Србије и Хрватске и Србије и Босне и Херцеговине неповредиве без обзира на било какве околности, стога, право на самоопредјељење не може и не би требало да подразумијева промјене постојећих граница када држава стекне независност, осим у случајевима када су саме државе пристале да промјене своје границе, чиме се принцип uti possidetis проширује на ситуацију у Југославији. Арбитражна комисија је утврдила да Срби у Босни и Херцеговини и у Хрватској имају право на сва права која одговарају мањинама и етничким групама. Истовремено, републике морају гарантовати припадницима ових мањина и етничких група сва основна људска права и слободе признате међународним правом, укључујући и право на избор држављанства.
Стога је комисија утврдила да Срби имају искључива право на унутрашње самоопредјељење у оквиру тих република, гдје живе, што се састоји од гаранција заштите права на национални идентитет, политичке аутономије, могућност коришћења матерњег језика приликом стицања образовања и у другим областима, формирања и учешћа у мјесним органима власти (администрација, полиција, судство). Управо је тај скуп права био предвиђен у Одјељку 2. „Посебан статус”, нацрта конвенције који је развила Конференција о Југославији 4. новембра 1991, под предсједавањем лорда Карингтона. Такво самоопредјељење не подразумијева право националних мањина на сецесију из састава територије свог пребивалишта и да на том мјесту створе независну државу. Право на спољашње самоопредјељење посједује само саставни дио федералне државе, тога могућност стварање независне државе припада само шест бивших конститутивних република на основу њиховог уставног статуса.
Неки аутори такође напомињу да је уврштавање у мишљење право на самоопредјељење националних мањина међу норме jus cogens неосновано, будући да ни само међународно право, нити пракса Међународног суда правде то не предвиђају. Анализа актуелних међународноправних аката даје основа за вјеровање да је право на самоопредјељење националних мањина само норма обичајног међународног права и да је прерано претпоставити да је оно стекло карактер норми jus cogens. Ово тумачење, које је предложила Арбитражна комисија, ствара одређене контрадикције.

### Мишљење бр. 3 (Границе)
Као одговор на питање лорда Карингтона да ли се унутрашње границе између Хрватске и Србије и између Босне и Херцеговине и Србије могу сматрати границама према међународном јавном праву, Арбитражна комисија, примјењујући принцип uti possidetis на границе бивших конститутивних република, позвала на одлуку Међународног суда правде од 22. децембра 1986. у случају Буркине Фасо и Малија (гранични спор), гдје се uti possidetis признаје као општи принцип међународног права који се примјењује на апсолутно сваку државу. Стога је промјена унутрашњих граница могућа само уз међусобни договор саставних дијелова федерације. Ако таквог споразума нема, онда претходне границе постају границе заштићене међународним правом.
Аустралијски правник Питер Радан критиковао је тумачење Арбитражне комисије одредби Устава СФРЈ у мишљењу бр. 3. Поред указивања на општу природу принципа међународно права, Арбитражна комисија је настојала да оправда релевантност примјене принципа uti possidetis, позивајући се на члан 5. Устава Југославије из 1974. године. Комисија је изјавила да овај принцип тим прије примјенљив на републике, будући да други и четврти став члана 5. Устава СФРЈ кажу да се територија и границе република не могу мијењати без њиховог пристанка.

(1) Територија Социјалистичке Федеративне Републике Југославије је јединствена и сачињавају је територије социјалистичких република.
(2) Територија републике не може се мијењати без пристанка републике, а територија аутономне покрајине — ни без пристанка аутономне покрајине.
(3) Граница Социјалистичке Федеративне Републике Југославије не може се мијењати без сагласности свих република и аутономних покрајина.
(4) Граница између република може се мијењати само на основу њиховог споразума, а ако се ради о граници аутономне покрајине — и на основу њене сагласности.

Према Радану, Арбитражна комисија је селективно цитирала члан 5. Устава СФРЈ, а да није узела у обзир системску међусобну повезаност осталих одредби устава. Заснивајући своја мишљења искључиво на ставовима 2. и 4. члана 5. Устава, комисија је занемарила одредбе ставова 1. и 3. Дакле, оправдање за распад Југославије и промјену њених међународних граница догодило се кршећи ставове 1. и 3. Радан тврди да територијална цјеловитост република и неповрједивост њихових граница, на које се односе ставови 2. и 4. члана 5. Устава, важе само у контексту јединствене југословенске државе, чија сопствена територијалне цјеловитост и границе остају непромијењени. Према Радану, република која покуша да прекрши одредбе ставова 1. и 3. члана 5. Устава, не може се позивати на гаранције садржане у ставовима 2. и 4. У таквим околностима, према Радану, противрјечна мишљења Арбитражне комисије не могу послужити као основа за разматрање старих административних граница као међународних без могућности њиховог преиспитивања само на основу споразума међу републикама.
Међутим, када се анализира мишљење комисије, постаје очигледно, да је примјена принципа uti possidetis на унутрашње административне границе република прописана искључиво циљевима заштите територијалне цјеловитости саставних дијелове југословенске федерације, од којих су неке већ биле захваћене ратом због територијалних спорова. Примјена таквих правила дала је бившим републикама могућност да саме одлучују о својој судбини, остварујући право на самоопредјељење, било у облику независне државе или интеграције у конфедерацију држава. У случају Југославије, принцип uti possidetis је први пут примијењен изван процеса деколонизације и у односу на федералну државу.

### Мишљење бр. 4 (Босна и Херцеговина)
Комисији је постављено питање да ли треба признати независност Босне и Херцеговине. У свом мишљењу од 11. јануара 1992, Арбитражна комисија је указа на потребу да се уздржи од признања јер, за разлику од других југословенских република које су стремиле ка независности, Босна и Херцеговина још увијек није одржала референдум о независности. Истовремено, комисија је такође примјетила да се Меморандум о суверености Босне и Херцеговине, који је 15. октобра 1991. усвојила Скупштина СР Босне и Херцеговине, не може сматрати правним изразом воље свих народа који живе у БиХ, пошто представници Срба у БиХ нису учествовали у гласању, а само су Срби на посебном плебисциту гласали за очување јединствене југословенске државе.
Након закључка комисије, представници Муслимана и Хрвата у Скупштини донијели су одлуку одржавању референдума о независности, који је одржан од 29. фебруара до 1. марта 1992. године. Резултати референдума показали су излазност од 63%, са 99% гласова за независност. Срби, који су чинили 31% становништва Босне и Херцеговине, бојкотовали су референдум и нису учествовали у гласању.
Након референдума, независност је признала Европска унија 6. априла 1992, Сједињене Државе 7. априла, а затим у априлу исте године и Русија. Босна и Херцеговина је примљена у УН 22. маја 1992. године. Земље чланице ЕУ и Сједињене Државе биле су увјерене да ће што раније признање Босне и Херцеговине спријечити избијање оружаног сукоба, будући да је слично признање Хрватске и стварање Заштитних снага УН почетком 1992. довело до извјесног смиривања ситуације на спорним територијама у Хрватској.
Према многим истраживачима, међународно-правно признање Босне и Херцеговине 1992. било је прерано, јер ова република у то вријеме није испуњавала критеријуме ефективне државе и није контролисала већи дио своје територије. Такође, напомиње се да је додјељивање Босни и Херцеговини статуса државе кроз институцију међународног признање под таквим условима била правна фикција.
У међувремену, словеначки правник и дипломата Данило Тирк сматра да исхитрено признање Босне и Херцеговине није била политичке грешка, већ напротив, било је праведно и разумно. Међутим, по његовом мишљењу, за држава у развоју у ситуацији настајуће политичке кризе, формално признање од стране међународне заједнице и успостављање дипломатских односа са њом само по себи није довољно. Међународна заједница, укључујући и сазвану Конференцију о Југославији, морала је да гарантује заштиту независности Босне и Херцеговине и да не дозволи могућност даље ескалације сукоба унутар земље. Међутим, таква подршка и заштита нису пружене благовремено. Овај пропуст је повезан, према Тирку, са неслагањима водећих сила око питања како ријешити југословенску кризу и њиховом неспремношћу у том тренутку да употријебе силу за одбрану независности Босне и Херцеговине.
Неки истраживачи су склони вјеровање да је крвави рат, чији се почетак поклопи са процесом пријевременог признања државности Босне и Херцеговине, постао њена неизбјежна посљедица. Предсједавајући Конференције о Југославији, лорд Карингтон, такође је изразио мишљење да је управо исхитрено признање Босне и Херцеговине довело до заоштравања грађанског рата.

### Мишљење бр. 5 (Хрватска)
Након што је испитала захтјев Хрватске за признање независности, комисија је у почетку била склона вјеровању да се независност републике још увијек не може признати, будући да нови хрватски устав није предвиђао пуне гаранције заштите националних мањина које захтјева ЕЗ. Посебно, Уставни закон који је усвојио Хрватски сабор 4. децембра 1991, није садржао све одредбе о људским правима и националним мањинама, чија је потреба за укључивање утврђена у одјељку 2. „Посебан статус”, нацрта конвенције, којег је развила Конференција о Југославији 4. новембра 1991. године. Пројекат је обезбједио значајну аутономију за мањине у односу на мјесну самоуправу, мјесне органе за спровођење закона и правосудни систем, образовни систем и друга мјесна питања.
Као одговор на то, хрватски предсједник Фрањо Туђман је послао писмо Бадентеру с личним увјеравањем да ће све горе поменути коментари бити испуњени. Узимајући у обзир ово увјеравање, Арбитражна комисија је 11. јануара 1992. доније мишљење о испуњењу критеријума за признање Хрватске са резервном, с тим да ће међународно признање њене независности бити могуће тек након што се Уставни закон од 4. децембра 1991. допуни одредбама о правима националних мањина које је препоручила Конференција о Југославији.
Истовремено, упркос овој резерви, земље ЕЗ су одлучиле да признају Хрватску 15. јануара 1992, заједно са Словенијом, која је, заузврат, безусловно испуњавала све критеријуме за признање. Ова ситуација је настала као резултат притиска који је Њемачка вршила на земље ЕЗ, а која је заузела активну позицију у лобирању за интересе Хрватске.
Истраживачи напомињу да су земље ЕЗ прерано признале државност Хрватске, која у времену признања није испуњавала све критеријуме и демократске вриједности које је декларисала сама Европске заједница. Чак је и лорд Карингтон, који је предсједавао мировног конференцијом, изразио мишљење да непримјерено брзо признање Хрватске обесмишљава даље преговоре између Хрвата и Срба у вези са аутономијом Српске Крајине, будући да независност Хрватске више ничим није условљена.

### Мишљење бр. 6 (Македонија)
Комисија је препоручила ЕЗ да прихвати захтјев Македоније за признање, будући да је република пружила неопходне гаранције поштовања људских права, као и међународног мира и безбједности. Међутим, ЕЗ је у почетку нерадо прихвата такве препоруке због неслагања Грчке око имена нове државе и коришћења симбола, који су били идентични симболима грчке покрајине Македоније.
Македонија и Словенија биле су једине од шест југословенских република које су у потпуности испуњавале све критеријуме за признавање, које је поставила ЕЗ. У мишљењу комисије од 11. јануара 1992. наведено је да Македонија гарантује поштовање територијалне цјеловитости сусједне Грчке и да нема територијалне претензије или непријатељски став према њој. Употреба имена „Македонија” сама по себи не значи да република полаже право или да ће полагати право на дио грчке територије, посебно зато што је, како је комисија закључила, у македонски устав унијет амандман којим се забрањују промјене граница република ако су у супротности са међународним правом.
Одмах након доношења мишљења, независност републике признале су само Турска, Бугарска, Словенија, Хрватска и Литванија. На самиту ЕЗ у Лисабону од 26. до 27. јуна 1992, Европски савјет је изјавио спремност да призна републику ако њено име не буде садржало термин „Македонија”. Македонски предсједник Киро Глигоров одбацио је приједлог, јер је доводио у питање самоидентификацију државе на међународној сцени и њено национално достојанство.
Русија је признала Македонију под њеним уставним именом у августу 1992. године. Признање од стране других држава почело је тек након што су УН признале независност републике 1993. под компромисним називом „Бивша Југословенска Република Македонија”. Дато име се дуго користило као званично име на међународном нивоу за означавање земље. Спор око имена коначно је ријешен Преспанског споразума, којег су 12. јуна 2018. потписали представници грчке и македонске владе, према које се република обавезала да одржи референдум о свом преименовању. Након референдума одржано 12. фебруара 2019, држава је преименова у Сјеверну Македонију.

### Мишљење бр. 7 (Словенија)
Арбитражна комисија је, у свом мишљењу од 11. јануара 1992, препоручила ЕЗ да призна Словенију као државу која у потпуности испуњава све критеријуме за признање наведене у Декларацији о Југославији и Смјерницама ЕЗ за признавање нових држава у источној Европи и на територији Совјетског Савеза. Комисија је примјетила да је словеначки правни систем изграђен на поштовању људских права, владавини права и гаранцијама демократског режима; република се обавезала да ће поштовати основне норме међународног права и територијалну цјеловитост сусједних земаља.
Посебно је наглашено да Устав Словеније гарантује низ конкретних права италијанској и мађарској мањини, као што су право на националне симболе, национални идентитет и образовање на матерњем језику, право на политичку аутономију и минималну заступљеност у средишњим и мјесним органима власти и право вета на правила која се тичу статуса ових мањина.
Независност Словеније признале су земље ЕЗ 15. јануара 1992, истовремено са признањем Хрватске. Прва неевропска земља која је признала Словеније била је Канда (!5. јануара), а затим и Аустралија (16. јануара). Русија је признала Словенију 14. фебруара, а Сједињене Државе 7. априла.
Данило Тирк напомиње да је Словенија, почев од јула 1991, испуњавала све традиционалне критеријуме државности, али је дуго остала непризната, од ЕЗ до средине јануара 1992, а од Сједињених Држава до априла 1992. године. Истовремено, Босну и Херцеговину, која уопште није испуњавала критеријуме ефективне државе, признала је међународна заједница и примљена је у УН готово одмах након проглашења независности.

### Привремена одлука (први приговор на надлежност)
Ниједна од југословенских република није имала сумње у компетентност Арбитражне комисије када је донијела првих седам мишљења. Лорд Карингтон је 18. маја 1992. предложио да комисија размотри питања да ли је процес распада СФРЈ завршен, како треба ријешити проблем сукцесије између југословенских република и какав је статус федералне заједнице Србије и Црне Горе у погледу испуњености критеријума за признавање.
Србија и Црна Гора се категорично нису сложиле са постављеним питањима. У заједничкој изјави предсједника Србије Слободана Милошевића и предсједника Црне Горе Момира Булатовића 8. јуна 1992, републике су оспориле надлежност Арбитражне комисије да разматра таква питања, указујући да ЕЗ није била овлашћена да то учини Брионском декларацијом, евентуална неслагања између република требало би рјешавати заједничким споразумима, а ако се не постигне договор, све спорове треба упутити Међународном суду правде.
Одговарајући на изнијете приговоре, Арбитражна комисија, позивајући се на праксу Међународног суда правде (спор Гвинеја-Бисао — Сенегал из 1989, случај Нотебом), закључио је да има право да самостално разматрање питање своје надлежности, будући да му је споразумом странака повјерена функција арбитражног судског тијела. Комисија је истакла да није основана на основу Бриселске декларације, већ заједничком изјавом о Југославији датом на ванредном састанку Савјета министара ЕЗ 27. августа 1991. с циљем успостављања арбитражне процедуре за рјешавање југословенске кризе. Касније, на отварању Мировне конференције 7. септембра 1991, ову одлуку је подржало свих шест југословенских република, које су, између осталог, постигле споразума о арбитражном поступку, саставу арбитара и да ће спорна питања бити припремљена и достављена на разматрање предсједавајуће Конференције о Југославији. Такође, треба узети у обзир да је прва три питања за комисију прво предложила Србија. Ниједна од република у то вријеме није доводила у питању мандат Арбитражне комисије да разматра спорна питања и издаје савјетодавна мишљења. С обзиром на то да је Арбитражна комисија посебно створена да би давала правна мишљења у оквиру Мировне конференције о Југославији, која је имала мисију да обнови мир у региону, она није имала убједљив разлог да одбије примљене захтјеве и одбије да обавља своје арбитражне функције.
Комисија је 4. јула 1992. одбацила приговоре Србије и Црне Горе на своју надлежност да даје мишљења о три додатна питања које је поставио лорд Карингтон, што је резултирало мишљењима бр. 8—10.

### Мишљење бр. 8 (Завршетак процеса распада СФРЈ)
Након што је првим мишљењем комисије закључено да је СФРЈ у процесу распада, лорд Карингтон је 18. маја 1992. писао Бадентеру, питајући да ли се може сматрати да се распад већ догодио. У свом мишљењу од 4. јула 1992, Арбитражна комисија је одлучила да је правни процес распада СФРЈ завршен и да стога таква држава више не постоји.
Долазећи до овог мишљења, комисија је изнијела три важне тврдње: прво, већина југословенских република је тражила независност од федерације; друго, цијела територија на којој се раније налазила СФРЈ већ је била под контролом нових суверених држава (републике су стекле сопствену државност); и треће, новоформирана Савезна Република Југославија (Србија и Црна Гора) није се могла сматрати сукцесором СФРЈ. Такође, напоменула је да су скоро све југословенске републике које су недавно стекле независност већ признале једна другу као независне државе, а федерални органи власти више не функционишу на исти начин. Поред тога, резолуције Савјета безбједности УН усвојене 1992. садржале су помињање „бивше СФРЈ”.
Овакву визију догађаја није признала српска страна, која је истицала да се СФРЈ није распала, будући да су се Словенија, Хрватска и Босна и Херцеговина само силом одвојиле од федерације, док је у случају Македоније одвајање било мирно, а Србија и Црна Гора су задржале своје учешће у федерацији. Од оснивања УН, постојао је константан тренд у корист очувања међународноправног субјективитета државе у случају одвајање њених саставних дијелова (нпр. одвајање Пакистана од Индије, Бангладеша од Пакистана, Сирије од Уједињене Арапске Републике, Еритреје од Етиопије). Такође, било је неслагања са мишљењем комисије да је један од знакова распада СФРЈ престанак функционисања федералних органа власти, будући да се сличан крах државне власти, нпр. у Авганистану, Албанији или Сомалији, не сматра основом за вјеровање да су такве државе престале да постоје. Слободан Милошевић је, заузврат, сматрао да одлука о укидању СФРЈ не може бити донијета у оквиру међународне конференције због чињенице да би то представљало мијешање у њено уставно устројство. Такву одлуку треба да донесу само они субјекти који су створили ову државу.

### Мишљење бр. 9 (Закључење проблема државне сукцесије)
Комисија је 4. јула 1992. испитала питање сукцесија држава након распада СФРЈ. Закључно је констатовано да питање сукцесије треба ријешити на основу међусобног договора свих држава насљедница уз правну подјелу међународне имовине и обавеза бивше СФРЈ, на основу принципа садржаних у Бечким конвенцијама из 1978. и 1983. године. Истовремено, чланство СФРЈ у међународним организацијама, укључујући и УН, не може наставити ниједна држава насљедница, међутим, свака држава насљедница има право да поново подне захтјев за чланство у истим међународним организацијама. Сва имовина бивше СФРЈ која се налази у иностранству биће подијељена једнако међу свим државама насљедницама, а преостала имовина и дужничке обавезе такође се ће бити праведно распоређене међу њима. У случају тешкоћа, републике морају прибјећи методама мирног рјешавања међународних спорова у складу са захтјевима Повеље УН. Комисија је посебно напоменула да, пошто питање које јој је постављено у вези са сукцесијом није садржало конкретне околности, у овој етапи није овлашћена да коментарише могуће потешкоће које могу настати у везу са сукцесијом бивше СФРЈ.
Комисија се такође позвала на изјаву Европског савјета дату на састанку одржаном у Лисабону 27. јуна 1992, према којем је ЕЗ одбила да призна федералну заједницу Србије и Црне Горе као јединог насљедника бивше СФРЈ и захтијевала суспензију овлашћења југословенске делегације при КЕБС-у и другим међународним организацијама.
Арбитражна комисија се вратила рјешавању специфичнијих проблема сукцесије између бивших југословенских република 1993, изражавајући своја савјетодавна мишљења у мишљењима бр. 11—15.

### Мишљење бр. 10 (Савезна Република Југославија — Србија и Црна Гора)
Србија и Црна Гора су се усвајањем новог устава 27. априла 1992. ујединиле у нову државу — Савезну Републику Југославију. Предсједавјаући Конференције о Југославији лорд Карингтон, сматрајући такву творевину потпуно новом државом са становишта међународног права, затражио је од Арбитражне комисије одговарајућа појашњења.
Комисија је, након што је испитала постављено питање, дошла до закључка 4. јула 1992. да се унија Србије и Црне Горе — Савезна Република Југославија — не може правно сматрати насљедником бивше СФРЈ, тј. да је таква творевина заправо нова држава. Дакле, ЕЗ не би требало аутоматски да призна СРЈ, за коју важе исти критеријуми као и за признавање других држава насталих из бивше СФРЈ.
Владе Србије и Црне Горе су изразиле свој став ЕЗ у вези са питањем међународног признања независности својих република још у децембру 1991. године. По њиховом мишљењу, Србија и Црна Гора су стекле међународно признату државност на Берлинском конгресу 1878, када су тадашње велике силе признале њихову независност и суверенитет. Након тога, 1918. постале су дио Краљевине Срба, Хрвата и Словенаца, касније преименоване у Југославију. Стога, суверенитет и међународноправни субјективитет њихових држава нису престали да постоје, већ су у свим изворном облику постали дио нове уједињене Југославије. Према Србији и Црној Гори, поново признање њихове државности у овом случају није потребно.
Истовремено, међународна заједница је сматрала да СРЈ не може  користи признање бивше СФРЈ и уживати њено чланство у међународним организацијама. Конкретно, на основу Резолуције Савјета безбједности 777, којој је потврђен престанак постојања СФРЈ, Генерална скупштина УН је одлучила да не призна чланство бивше СФРЈ за СР и суспендовала је њено учешће у раду Скупштине, а затим и у раду ЕКОСОЦ-а. Републике су добиле прилику да поднесу нови захтјев за чланство у УН. Упркос томе, од 1992. до 2000. СРЈ је упорно одбијала да поново подне захтјев, док је Секретаријат УН дозволио бившој југословенској мисији да настави рад у преосталим органима УН и акредитованим представницима СРЈ у оквиру мисије бивше СФРЈ.
Према ријечима бившег представника СРЈ при УН, Владислава Јовановића, одлуке које су донијели Савјет безбједности и Генерална скупштина нису имале правни основ, пошто Повеља УН не предвиђа могућност суспензије учешћа државе у раду њених појединачних органа. Могуће је да ће чланство државе бити потпуно суспендовано или да ће бити потпуно искључена из чланства УН. Сходно томе, да би примијениле такве мјере, УН би прво морале да признају непосредан континуитет између СФРЈ и СРЈ, будући да је немогуће искључити непостојећу државу из УН или суспендовати њено чланство. Како Јовановић истиче, лишавање СРЈ могућности да у потпуности учествује у раду УН и других међународних организација, представљало је грубо кршење међународног права и диктирала га је више политичка, него правна разматрања.
Упоређујући распад СФРЈ са распадом СССР, неки истраживачи (Метју Крејвен, Роланд Рич) примјећују да је, за разлику од Русије, коју међународна заједница признаје као јединог насљедника бившег СССР-а, СРЈ је готово једногласно одбијено признање овог статуса. То се десило због чињенице да су, када се СФРЈ распала, они субјекти који су заједно чинили већину територије и становништва некада заједничке земље напустили федерацију. Територија преостале заједнице Србије и Црне Горе, СРЈ, обухватала је 40% територије бивше СФРЈ, а становништво је било 45% (око 10.500.000 људи). Напротив, територија Руске СФСР (Русија) чинила је 76% цјелокупне територије СССР-а, а њено становништво 51% (око 148.000.000 људи). Сходно томе, пошто СРЈ није представљала већину територије и становништва бивше СФРЈ, није могла самостално да преузме улогу насљедника. Такође, истиче се да су континуирано чланство Русије у УН подржале остале државе насљеднице СССР-а, док бившим југословенским републикама недостаје сличан консензус; напротив, инсистирали су на једнакој сукцесији за све републике СФРЈ. Други аргумент је да је континуирано учешће Русије умјесто СССР-а у реду УН гарантовало међународну стабилност, док је понашање Србије и Црне Горе у то вријеме, напротив, угрожавало мир и безбједност у региону, што је већ довело до увођења међународних санкција.
Владислав Јовановић, напротив, сматра да не постоји норма међународног права која би забранила СРЈ да задржи међународноправни субјективитет бивше СФРЈ. Смањење територије и становништва, промјена уставног система или друге унутрашње промјене не утичу на међународноправни субјективитет државе. СРЈ је наставила да одржава дипломатске односе са практично свим државама које су раније одржавале дипломатске односе са бившом СФРЈ, без закључивања нових споразума са њима, и до суспензије из Генералне скупштине УН у септембру 1992, активно је учествовала у раду УН, укључујући и редовно гласање. Поред тога, СРЈ је наставила да испуњава све међународне обавезе СФРЈ као своје. Стога је, према Јовановићу, постојало довољно основа да се тврди да је СРЈ наставила континуитет бивше СФРЈ, које је неразумно занемарен.
Савезна Република Југославија је примљена у УН као пуноправни члан тек 2000. године.

### Поновно оспоравање компетентности
Почетком 1993, Међународна конференција о бившој Југославији обратила се Арбитражној комисији ради издавања мишљења о питањима сукцесије између бивших југословенских република, као и ради одлучивања о судбини заједничке имовине која је раније припадала СФРЈ. За разлику од питања постављено у вези са мишљењем бр. 8, овог пута питања упућена комисији била су конкретнија. Посебно су постављана питања о одређивању датума сукцесије у односу на сваку од република, принципа расподјеле државне имовине, архива и дугова бивше СФРЈ, регулисању одговорности за штету насталу усљед рата, као и питањима која се тичу статус и имовине Народне банке Југославије и централних банака република.
СРЈ је послала писмо 30. априла 1993. у којем је изразила своје неслагање са надлежношћу Арбитражне комисије у вези одлучивања о питањима сукцесије. Став СРЈ је био да Арбитражна комисија, као савјетодавно тијело, не може коначно ријешити проблем сукцесије; претходна мишљења донијети су кршећи постојећи мандат и договорену процедуру, што се може сматрати мијешањем у унутрашње послове државе; сви спорови који настају у вези са подјелом имовине и дугова требали да се рјешавају споразумом странака или жалбом Сталном арбитражном суду или специјализованој арбитражи, створеној у складу са међународним правом, а не на основу политичке изјаве, као што је формирана Арбитражна комисија Бадентера; и коначно, закључци комисије су доктринарног карактера и не представљају правни основ за приморавање страна да се придржавају њених одлука. Сходно томе, СРЈ је изјавила да су сва мишљења које је комисија унапријед усвојила ништавни и да је не обавезују, јер није пристала на такво арбитражно посредовање.
Арбитражна комисија није дала формални одговор на приговоре СРЈ усвајањем привремене одлуке; умјесто тога, појединачни чланови комисије су изразили своја мишљења по службеној дужности у вези са наведеним захтјевима за надлежност. У поменутом мишљењу је наведено да је 27. јануара 1993. Управни комитет МКБЈ-а одобрио нови посланик за Арбитражну комисију, којим је предвиђено да она има право да рјешава спорове између заинтересованих страна уз њихов пристанак и да даје савјетодавна мишљења о проблематичним питањима. Шест питања која се тичу одређивања редослиједа сукцесије упућена су му управо ради добијања савјетодавног мишљења, а не ради рјешавања спорова између држава. Надлежност комисије да даје савјетодавна мишљења није проистекла из сагласности заинтересованих страна, већ из једноставне чињенице да су јој се копредсједавајући МКБЈ обратили како би им пружили информације неопходне за одлуке донијете у оквиру конференције. Поред тога, мишљења су савјетодавне и опште природе и представљају помоћно средство у односу на норме међународног права. У случају да стране не постигну споразум у преговорима, имају право да спор предају на рјешавање Арбитражној комисији или било ком другом судском или арбитражном органу по свом избору.
Истраживачи сматрају да је СР у почетку прећутно признала савјетодавну функцију Арбитражне комисије самим учешћем у раду Конференције о Југославији. Међутим, пошто су мандат и састав комисије промијењени 1993, СРЈ се од јуна 1992. дослиједно противила раду Арбитражне комисије, закључује се да је и њена савјетодавна надлежност требало да се врши у договору са СРЈ.
Након одбијања приговора, Арбитражна комисија је 16. јула и 13. августа издала мишљења бр. 11—15.

### Мишљење бр. 11 (Одређивање датума сукцесије)
Као одговор на питање копредсједавајућег Управног одбора МКБЈ-а ког дана (датума) се догодила сукцесија у односу на сваку од република које су напустиле СФРЈ, Арбитражна комисија је дошла до сљедећих закључака: Хрватска и Словенија су стекле државност 8. октобра 1991. (датум завршетка мораторијума на ступање на снагу декларације о независности у складу са Брионском декларацијом), Македонија 17. новембра 1991. (датум усвајања устава), Босна и Херцеговина 6. марта 1992. (датум коначно пребројавања резултата референдума о независности) и Савезна Република Југославија тј. Србија и Црна Гора 27. априла 1992. (датум усвајања устава).
Истраживачи напомињу да временски слијед датума сукцесије коју је предложила комисија 1993. противрјечи њеним сопственим закључцима датим у мишљењу бр. 1. од 29. новембра 1991. године. У наведеном мишљењу се говорило о потпуном распаду СФРЈ на независне државе, што само по себи претпоставља и наставак тих држава истовремено. Истовремено, комисија наводи различите датум за настанак државности република. Испоставља се да су Словенија, Хрватска и Македонија настале одвајањем од СФРЈ, а само Босна и Херцеговина и СРЈ су заправо настале након што је процес распада СФРЈ завршен. Стога је временски слијед који је предложила Арбитражна комисија произвољан и не прави никакве корјените разлике између различитих начина настанка држава: одвајањем од друге државе или као резултат њеног распада. Различити датуми наведени за стицање независности, несумњиво су закомпликовали питања сукцесије која су се појавила на постјугословенском простору.

### Мишљење бр. 12 (Принципи за расподјелу државне имовине, архива и дугова у случају да државе одбију сарадњу)
Комисији је постављено питање о начинима рјешавања проблема који су настали у вези са неучествовањем СРЈ у раду Радне групе МКБЈ о сукцесији имовине и дугова бивше СФРЈ. Посебно се питање односило на то који принципи треба да се примјене приликом подјеле државне имовине, архива и дугова у случају да државе одбију да међусобно сарађују, и које заштитне мјере би могле да предузму друге државе.
У свом мишљењу од 16. јула 1993, Арбитражна комисија је, као одговор на постављено питање, навела да дотичне државе морају постићи праведан резултат путем преговора и споразума међу собом. Ако држава не сарађује кршећи своју обавезу, сносиће међународну одговорност за штету која произилази из таквог пропуста. Државе које су претрпјеле штету могу примијенити ненасилне противмјере против починиоца у складу са међународним правом. Међутим, чињеница одбијања сарадње не ослобађа друге државе обавезе да се консултују са сваком од заинтересованих држава како би постигли потпун и праведан исход, а истовремено се чувају права државе која не сарађује. Било који споразум који постигну споразумне стране неће утицати на права трећих лица која нису стране у њему. Према принципу , треће стране, укључујући и државу која не сарађује, нису обавезне условима таквог споразума, осим ако му накнадно не приступе. Било које треће државе имају право да предузму заштитне мјере, како би осигурале интересе држава насљедница и сачувале имовину бивше СФРЈ.

### Мишљење бр. 13 (Одговорност за ратну штету)
Размотривши питање да ли обавезе надокнаде ратне штете могу утицати на редослијед расподјеле државне имовине, архива и дугова у вези са процесом сукцесије република, Арбитражна комисија је 16. јула 1993. закључила да се правила која се примјењују на сукцесију држава разликују од оних која се односе на одговорност држава. Сходно томе, подјела имовине и обавеза мора се извршити без узимања у обзир обавеза везаних за надокнаду штете настале усљед војних дејстава и разарања. Истовремено, комисија је признала да ниједна од држава није лишена права да надокнади имовину и обавезе које подлијежу преносу по правилима државе сукцесије, с једне стране, са насталом војном штетом, с друге стране.
Истовремено, неки аутори напомињу да је Арбитражна комисија у свом првом мишљењу указала да сукцесија подразумијева замјену једне државе другом, укључујући и питања одговорности за међуетничке односе. Стога би комисија требало да размотри и питање да ли би нека од република могли бити одговорна за штетне радње почињене у име СФРЈ, који је постојао до јула 1992, а оружани сукоб је почео средином 1991. и наставио се у вријеме закључења. Поменута питања су незаконито остављена ван пажње комисије.

### Мишљење бр. 14 (Услови за подјелу државне имовине, архиве и дугова)
Приликом одређивања услова подјеле имовине и дужничких обавеза бивше СФРЈ, Арбитражна комисија је у свом мишљењу од 13. августа 1993. навела да је током инвентарисања који је спровела Радна група МКБЈ-а, цјелокупна имовинска маса подијељена на својину, чије је власништво договорено између република, и својину око које је постојало неслагање. Стога је комисија сматрала да нема довољно информација да одлучи о питању власништва сваке спорне својине од стране одређене републике, посебно зато што се о таквим питањима не би требало одлучивати у оквиру мишљења савјетодавног органа. У том смислу, одлучила је да се ограничи на дефинисање само општих принципа расподјеле имовине и обавеза.
Комисија је закључила да, у складу са принципом , сва државна имовина иде држави насљедници на чијој се територији налази, без обзира на то ко је првобитно био власник или која су средства коришћена за његово стицање или стварање. Остала федерална имовина, архиве и дугови СФРЈ морају бити распоређени у пропорционалним и праведним размјерама свим државама насљедницама, такође без обзира на првобитну припадности и финансирање. Питање власништва над имовином, архивама и другим федералним структурама СФРЈ требало би да се ријеши на основу одредби Устава СФРЈ из 1974. године.
Вриједи напоменути да је, примјеном принципа locus in quo на сву државну имовину, комисија претпоставила да ће не само непокретна, него и свака покретна имовина која се налази на територији држава насљедница аутоматски пријећи на њу. Ово тумачење јасно превазилази одредбе Бечке конвенције о насљеђивању имовине, архива и дугова из 1983,  према којој је предмет пријеноса на државу насљедницу само она покретна имовина која је била повезана са активностима државе претходнице у односу на релевантну територију пренијету тој држави насљедници. Стога, покретна имовина која случајно заврши на територији одређене државе би требало да буде пренијета на њу, већ је предмет враћа држави са чијом је територијом раније била уско повезана (нпр. војна техника и наоружање, бродови, ваздухоплови, жељезничка возна средства итд.). У том смислу, истраживачи примјећују да је став који је заузела Арбитражна комисија преширок, требало је само да направи резерву да ако такво правило доведе до неједнаке подјеле покретне имовине, друге стране имају право да од њеног стицаоца захтијевају еквивалентну новчану компензацију.
Приликом подјеле дужничких обавеза између држава насљедница, препоручено је да се у обзир узме величина територије, број становника сваке од држава, економске могућности, као и степен учешћа држава у формирању дуга. У овом случају, приликом расподјеле архива између држава, било је неопходно поћи од разумности њиховог пријеноса одређеном насљеднику, узимајући у обзир степен историјске и културне вриједности таквих архива за одређену територију, укључујући и сврху правилног управљања њима.
Приликом утврђивања услова за подјелу имовине СФРЈ, Арбитражна комисија се суочила са проблемима власништва над јавном имовином распоређеном међу различитим самоуправним организацијама, удружењима радних колектива, предузећима и задругама. Комисија је одлучила да ако такве организације дјелују искључиво на територији једне републике, онда ће оне у потпуности бити под јурисдикцијом те републике. Ако су организације дјеловале на федералном нивоу или у двије или више републике и истовремено вршиле јавне функције у име СФРЈ или појединих република, њихова имовина, дугови и архива требало би да се сразмјерно подјеле између свих југословенских република. Међутим, ако су ове организације припадале приватном сектору, правила државне сукцесије се на њих нису примјењивала.
Питање подјеле имовине, архиве и дугова СФРЈ коначно је ријешено потписивањем Споразума о питањима сукцесије бивше СФРЈ између свих бивших југословенских република у Бечу 29. маја 2001. године.

### Мишљење бр. 15 (Народна банка СФРЈ)
Арбитражна комисија је 13. августа 1993. издала своје коначно мишљење, према којем се Народна банка Југославије, са сједиштем на територији СРЈ, не може сматрати насљедником активности централне банке настале у оквиру бивше СФРЈ. Њена имовина, новчана средства, права и обавезе биће сразмјерно подијељени међу свим државама насљедницама. У овом случају, права и обавезе Народне банке треба подијелити на она које су за њу настала као уставног органа СФРЈ, и она која је преузела док је дјеловала као банка у односима са другим приватним банкарским организацијама. Први су предмет сукцесије између држава, али се не преносе аутоматски, већ закључивањем посебних споразума. Потоњи нису предмет правне сукцесије, јер су настали у оквиру приватноправних односа и морају престати у вези са ликвидацијом правног лица.

## Оцјена учинка
Британски истраживач Метју Крејвен генерално позитивно карактерише активности Арбитражне комисије, напомињући да је по први пут независни квазисудски орган, састављен од ауторитативних правника, активно учествовао у процесима дезинтеграције федералне државе, покушавајући да мирним путем регулише све противрјечности између народа који су насељавали Југославију. Комисија је проучила и испитала читав низ питања везаних за државност, међународно признање, самоопредјељење народа, територијалну цјеловитост и правну сукцесију у ситуацији када се једна држава распада. Добијена мишљења су углавном били савјетодавни природе и ни на који начин нису сматрали , али су ипак одиграли важну улогу у стварању неопходног оквира за вођење мировних преговора између супротстављених југословенских република и рјешавање појединачних проблематичних питања. Према Крејвену, Арбитражна комисија се суочила са веома сложеним и специфичним проблемима у вези са догађајима у Југославији, стога правни ставови изнијети у њеним мишљењима не претендују на универзалну примјенљивост и нису без одређених недостатака, посебно у питањима државних граница и самоопредјељења народа, али су истовремено у сваком случају имале велики утицај на развој међународног јавног права у питањима стицања државности и признања ових државних творевина.
Словеначки дипломата Данило Тирк сматра да су мишљења Арбитражне комисије били правно досљедне и исправи, упркос противрјечној природи појединачних закључака и изостављања одређених питања која су очигледно била релевантна. Потоњи недостатак је прије био узрокован политичким препрјекама и није био посљедица саме одлуке Арбитражне комисије. С друге стране, постојала су питања на која није у потпуности одговорено у издатим правним мишљењима. Најважније од њих је питање истовремене заштите територијалне цјеловитости држава насљедница и права националних мањина на самоопредјељење које живе на одговарајућим територијама.
Сличног мишљења је и француски правник Ален Пеле, који сматра да је Арбитражна комисија у својим мишљењима успјела да се удаљи од чисто формалног приступа тумачења међународних правних аката, холистички и досљедно из примјењујући на ситуацију везану за распад Југославије. Истиче да је комисија испунила свој главни задатак рјешавања етнотериторијалног сукоба, посебно је допринијела смиривању тензија између појединачних држава и предложила начине за рјешавање постојећих правних проблема који су ометали мирно рјешавање сукоба.
Напротив, према руског историчарки Јелени Гусковој, Арбитражна комисија је одговорила на потпуно другачија питања од оних које је првобитно саставила и предложила српска страна. Она истиче да је првобитна формулација прва три кључна питања била значајно другачија. Прво од њих се тицало дефиниције круга субјеката који посједују право на самоопредјељење према међународном праву — нација или посебан дио федерације; друго — на усклађеност аката сецесије са Повељом УН и међународном правом; треће — поређење статуса линије раздвајања уставних дијелова федерације са статусом међународних граница. Пошто су, према важећим прописима комисије, сва предложена питања поднијета на разматрање преко предсједавајућег Мировне конференције, лорда Карингтона, он их је сам преформулисао, не желећи да добије непосредан одговор од Арбитражне комисије. У вези с тим, Гускова напомиње да је права сврха Активности комисије била искључиво правно оправдање процеса распада Југославије, мишљења нису била непристрана и независног карактера, а арбитражни напори комисије и Конференције о Југославији која је комисију и основала, нису допринијели успостављању мира у региону и рјешавању међуетничких сукоба.
Израелски правник Михла Померанс напомиње да су позивања Арбитражне комисије на појединачне прецедентне одлуке из праксе Међународног суда праве како би њеним мишљењима дала већу правну валидност, учињена погрешно, пошто се преседани које наводи не могу примјенити на разматрану ситуацију због неидентичност околности. По њеном мишљењу, комисија није била непристрана у својим ставовима, будући да је покушала да оправда сваки нетачан став у донијетим мишљењима на било који начин, укључујући и позивање на непримјерену међународну судску праксу. То је посебно очигледно у мишљењу којим се оправдана примјена колонијалног принципа  на ситуацију Југославије, као и у оправдање њене надлежности да даје савјетодавна мишљења када ју је оспорила Србија и Црна Гора. Померанс сматра да таква недосљедност ставова комисије и њена жеља да по сваку цијену оправда свој став дискредитују правна мишљења дата у арбитражном поступку.